# 九二式八屯牽引車
九二式八屯牽引車 ニク（92しき8とんけんいんしゃ ニク）は、大日本帝国陸軍が1932年（昭和7年）に制式化した砲兵用牽引自動車である。

## 概要
口径15cm級の重砲の出現から整備が要求された牽引車である。主に八九式十五糎加農砲を牽引したほか、攻城重砲用の牽引車としても使用された。九二式五屯牽引車と共に、日本陸軍の主力牽引車を務めた車輌であった。本車は機関の標準回転を低く抑えたことで余力を十分に持たせられていた。
本車に先立って1923年（大正12年）に「試製七五馬力牽引自動車（旧称：装輪式十五糎加農牽引車）」（装軌式（「装輪式」は十五糎加農にかかる）、全長5.6 m、全幅2.1 m、最大速度 12 km/h、前進四速/後退一速、水冷4ストローク6気筒 75 hp ガソリンエンジン搭載）が開発されたものの、工作精度が甘く、機関部の熔損が続発した。この試製牽引車はその後もテストと改修が続けられたが、1931年（昭和6年）3月に新型の牽引車が要求され、同年5月に審査方針が決定された。
昭和6年7月、東京瓦斯電気工業株式会社に設計と製作が発注され、昭和7年1月に試作車輛が完成した。この車輛は愛知県において7日をかけ、各種地形下で距離300kmの運行試験を行った。結果は各部の構造が堅牢であり、運行能力は十分であることが確かめられた。ただし、重量が8786kgと超過しており、重心も後方に偏っていた。また火砲を牽引した際に車輛の前部が引き起こされる傾向があった。昭和7年3月にはこれらの欠点を修正し、千葉県下で修正試験を実施した。昭和7年4月、本車を九二式八屯牽引車と改称し、陸軍重砲兵学校に実用試験が引き継がれた。また試験結果を盛り込んだ修正を施した車輛を製作し、これらは昭和7年10月に2輌、11月に2輌が完成した。成績が良好であったために審査が終了した。特徴は試製七五馬力牽引自動車よりも大幅な低価格で調達できたことである。
本車もディーゼルエンジン化が追求され、東京瓦斯電気工業、新潟鐵工所、久保田鉄工所でエンジンが製作された。ディーゼルエンジンを搭載した車輛は九二式八屯牽引車（乙）と呼ばれた。最高速度は20km/hとなり、エンジン出力は常用105馬力、最大で120馬力であった。

## 構造
九二式五屯牽引車の姉妹車輛であり、設計と構造、外形が相似している。総重量約8t、最大速度約16km/h、車体後部の乗員席下部に纒絡機（ウィンチ）を装備する。ウィンチのケーブル長さは25m、5tの荷重に耐えた。ウィンチへの動力は車体中央下部の変速機から分配され、減速された上で伝達された。
車框には断面積の大きな板金製の縦材を使用した。これを横材変速歯輪室、操向連動制動機室でつないで一体化した。これらの前方にエンジンとラジエーターを配置し、後方には運転座と乗員座を装備した。これら上部構造は懸架装置付きの無限軌道で支持された。
エンジンは直列6気筒水冷式ガソリンエンジンを採用した。この機関は気筒内径130mm、行程150mm、圧縮比は5.1である。900回転で80馬力、1,600回転で130馬力を出力した。点火には高圧磁鉄発電機が用意されている。またスターターにモーターと蓄電池が搭載され、手動装置も併用された。エンジンは常用80馬力である。冷却方式は水冷式であり、ラジエーターは機関室の前端に装備され、冷却ファンで冷却された。燃料供給装置は重力給油方式だった。燃料タンクは車体中央部、運転席の前方に主タンクと補助タンクに分かれて搭載された。携行燃料はガソリン220リットル、行動時間は時速8kmで行動して10時間である。
変速機は常時噛合歯輪式、前進4段、後退1段である。ブレーキ室内に乾式多板のクラッチを備え、動力を切断または接続した。変速機から最終伝導装置へ動力を伝えて減速し、起動輪へ動力を伝える。この最終伝導装置は一組の傘型歯輪と、左右各一組の減速歯輪を用いた二段減速式だった。操向にはクラッチ・ブレーキ式を用いた。操向連動制動機はクラッチとブレーキバンドを内蔵し、片側履帯への動力を遮断し、ブレーキングを行って本車の方向転換を行った。
懸架装置は車体後部の起動輪、車体前部の誘導輪、懸架発条4筒、下部転輪9個、上部転輪5個、61枚の履板で構成された。懸架方式は板バネ式である。下部転輪は4個を一組として緩衝装置へと接続された。また前端の下部転輪1個は独立して懸架され、緩衝装置に接続されており、地形から伝えられてくる衝撃を緩和した。履板はハイマンガン鋼を鋳造して製造されている。
牽引鉤は車体前部に二カ所、後方に一カ所設けられた。

## 砲隊の構成
一個中隊は観測小隊と戦砲隊、中隊段列から構成された。
このうち戦砲隊は火砲4門と牽引車8輌、弾薬車12台から構成される。具体的な区分は以下のようなものであった。
戦砲隊
↓
第一小隊・第二小隊
↓
第一分隊・第二分隊・第三分隊・第四分隊
↓
第一砲車（牽引車・弾薬車・砲車）・第一弾薬車（牽引車・弾薬車・弾薬車）　第二砲車・第二弾薬車　第三砲車・第三弾薬車　第四砲車・第四弾薬車
一個分隊は20名から構成され、各牽引車、弾薬車に分乗する。中隊にはこのほかに観測自動車、乗用自動車、側車付き自動二輪車が付属した。

## 運動
分隊の牽引運動に際して、牽引車の背後に弾薬車をつなぎ、さらに弾薬車の背後に砲を牽引した。この集団を総合的に砲車と呼んだ。牽引車の背後に弾薬車2台を接続したものは弾薬車とよばれた。
各運動に際しては指揮官が口頭で号令した。砲車が先頭をとり、弾薬車が続行した。行進速度は緩速度5km/h、常速度9km/h、急速度12km/hである。
- 牽引車の始動および運転の停止

「運転始め・運転止め」各乗員はそれぞれの車輛へ乗車、下車する。
- 牽引車の接続および離脱

「砲廠に就け」砲車・弾薬車の順に約15歩の距離を取って砲廠へ入る。牽引車は被牽引車輛の牽枠（ひきわく）前端から4歩離れた位置で止まる。さらに牽引車を後退させて接続位置についた。
「牽引車掛け」一番砲手と三番砲手が右側から、五番砲手が左側から接続作業にかかった。一番が駐鉤（ちゅうこう・フックの開閉装置）を開き、三番が支桿を上げる。牽枠を牽鉤（ひきかぎ・フックの意）にかけた後、一番が駐鉤を閉じる。さらに駐爪・駐栓を挿してロックし、「宣（よ）し」と合図する。各砲手は旧位置に戻る。
「牽引車脱（はず）せ」前述の動作とほぼ反対の動作を行う。
「左（右）へ砲廠を去れ」砲車の牽引車はこの号令によって回頭し、砲廠から出発する。弾薬車は約15歩の距離をとって続行する。
- 分隊の前進

「前へ進め」分隊は速度5Km/hで発進、弾薬車は約30歩の距離を取って続行した。
- 分隊の停止

「分隊停まれ」分隊砲車は停止し、弾薬車は砲車から7歩の距離を取って停止した。
- 速度の指示

「緩（常）（急）速度取れ」分隊は指示された速度で前進した。
「速度を伸ばせ」「速度を縮（つ）め」分隊は徐々に速度を増速、または減速して進んだ。元の行進速度に戻すには「緩（常）（急）速度取れ」を指令する。
- 左右の運動

「左（右）へ進め」牽引車は、半径12歩の弧をえがき、指示の方向へ90度旋回した。
- 後方への転回

「半輪に左へ進め」牽引車は左への転回を二度行って後方へ進行方向を変えた。この号令は左のみが存在する。

## 諸元
- 自重 8t
- 全長 4.3m
- 全幅 2m
- 全高 2.58m（幌あり）
- 最低地上高 0.3m
- 轍間距離 1.68m
- 渡渉水深能力 0.4m
- 牽引フック地上高 0.57m
- 履帯接地長 2.07m
- 履帯幅 0.32m
- 接地圧 0.53kg/平方cm
- 登坂能力 三分の一
- 搭乗人員 7名
- 受領数169輌（軍需工業動員法による昭和12年9月から昭和16年3月までの統計による）[2]